# کشتزارهای اتن‌رای
کشتزارهای اتن‌رای (به انگلیسی: The Fields of Athenry) یک تصنیف موسیقی بومی ایرلندی است که در دوره قحطی بزرگ ایرلند (۱۸۵۰–۱۸۴۵) ساخته شده است. این تصنیف داستان افسانه‌ای مردی به نام مایکل اهل اتن‌رای در شهرستان گالوی را واگویی می‌کند که به جرم دزیدن خوراکی برای سیر کردن خانواده گرسنه خود به بوتنی بی در استرالیا تبعید شد.
این سرود در جایگاه سرود دلبسته هواداران تیم‌های ورزشی ایرلند شناخته شده است.